# شانون مور
شانون مور (انگلیسی: Shannon Moore؛ زادهٔ ۲۷ ژوئیهٔ ۱۹۷۹) کشتی‌گیر کشتی حرفه‌ای، و هنرمند تاتو اهل ایالات متحده آمریکا است.